# Галикт луганський
Галикт луганський (Halictus (Argalictus) luganicus Blüthgen, 1936) — рідкісний вид комах з ряду перетинчастокрилі (Hymenoptera), відомий у фауні України.

## Таксономія
Представник родини Галиктових (Halictidae). 
Один із 8 західно-палеарктичних видів підроду Argalictus, один з 109 видів роду Halictus Latreille, 1804. 
Один із 26 видів роду, відомих у складі фауни України.

## поширення
Вид відомий з півдня європейської частини Росії (Волгоград, Дагестан), з Грузії, Азербайджану, Малої Азії, північного Казахстану. 
В Україні відомий у двох районах:
- на сході, в околицях м. Луганська
- на півдні, в Криму (м. Алушта).

Ареал за Червоною книгою України >>> [Архівовано 9 грудня 2013 у Wayback Machine.]

## чисельність, екологія
За ЧКУ (2009), дуже рідкісний вид, відомий за найпершим описом з околиць м. Луганська (Blüthgen, 1936) та знайдений у Криму.
Вид відмічений у травні–липні (припускається, що літає до вересня). Гніздування не відоме. Більшість видів цього роду ведуть примітивно-соціальний спосіб життя, що, ймовірно, властиве і галикту луганському.